# إدي رودريغيز (مخرج)
إدي رودريغيز هو كاتب سيناريو ومخرج فلبيني، ولد في 23 أغسطس 1932 في مدينة زامبوانجا في الفلبين، وتوفي في 12 أكتوبر 2001 في The Medical City ‏ في الفلبين بسبب نوبة قلبية وسرطان الرئة.

## وصلات خارجية
- إدي رودريغيز على موقع IMDb (الإنجليزية)
- إدي رودريغيز على موقع قاعدة بيانات الفيلم (الإنجليزية)
- إدي رودريغيز على موقع كينوبويسك (الروسية)